# Theodor Körner (scriitor)
Carl Theodor Körner (n. 23 septembrie 1791, Dresda, Sfântul Imperiu Roman – d. 26 august 1813, Rosenow⁠(d), Republica Democrată Germană, Confederația Rinului) a fost un poet și militar german. După ce a petrecut câtva timp la Viena, unde a scris comedii ușurele și alte piese pentru Burgtheater, s-a înrolat în Corpul de Voluntari Lützow în cadrul războiului german împotriva lui Napoleon. În cursul acestei campanii, s-a dovedit un luptător curajos și, încurajat de camarazii săi, a scris poezii cu un puternic fior patriotic precum „Schwertlied” (Cântecul sabiei), compus în timpul unei perioade de liniște între două lupte, cu doar câteva ore înainte de moartea sa, și „Lützows wilde Jagd” (Vânătoarea sălbatică a lui Lützow); ambele poezii au fost puse pe muzică de Carl Maria von Weber și Franz Schubert. Körner a fost numit adesea „Tirteul german”.

## Primii ani
S-a născut la Dresda, capitala Principatului Saxoniei, ca fiu al consilierului consistorial Christian Gottfried Körner și al soției lui, Minna Stock Körner. A fost crescut de părinți și de mătușa lui, artista Dora Stock, care locuia în aceeași casă. El a urmat cursurile de la Kreuzschule.
A început studii de inginerie la Academia Minieră din Freiburg (1808-1810), dar în 1810 s-a mutat la Universitatea din Leipzig unde a studiat istoria și filozofia. S-a mutat apoi la Viena, unde s-a împrietenit cu Wilhelm von Humboldt, ambasadorul Prusiei, cu Karl Wilhelm Friedrich von Schlegel și cu alți oameni de știință și literați ai vremii sale. Aici, într-o perioadă scurtă de cincisprezece luni, el a scris mai multe drame, opere și farse, precum și mai multe poezii. Ca urmare a succesului obținut de scrierile sale, el a fost numit poet la Burgtheater (Teatrul Curții Imperiale din Viena). În această perioadă s-a logodit cu populara actriță Antonie Adamberger.
În timpul Războiului celei de-a Șasea Coaliții, a părăsit Viena în martie 1813 și, împreună cu Friedrich Friesen și Friedrich Ludwig Jahn, s-a alăturat Corpului de Voluntari Lützow, o unitate paramilitară de voluntari pe care maiorul Ludwig Adolf Wilhelm von Lützow o forma atunci la Breslau, în Silezia. În mijlocul celor mai încrâncenate campanii, Körner a continuat să scrie poezii și alte lucrări. El a scris un singspiel, Der vierjährige Posten, care a fost pus pe muzică de Franz Schubert în 1815, dar piesa nu a fost interpretată până în 1869, când a fost pusă în scenă de Hofoper din Dresda. Ea a fost adaptată mai târziu în limba engleză ca The Outpost (Avanpostul).

## Războaiele Napoleoniene

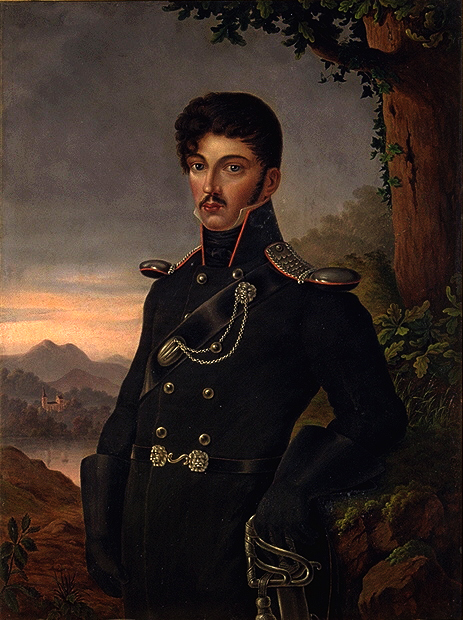
Portret postum în uniforma unității conduse de Lützow, realizat de mătușa lui, Dora Stock (1814)

După ce a ajuns la Zobten, maiorul von Lützow a hotărât pe 28 martie 1813 efectuarea unei expediții în Saxonia și Turingia, cu patru escadroane de cavalerie și cincizeci de cazaci. Körner a ajuns la Dresda, pe 6 aprilie, având ocazia de a-și vizita familia. În Leipzig, Corpul de Voluntari a pierdut ocazia de a participa la luptele de la Möckern și Lützen. Maiorul von Lützow a mărșăluit spre nord, apoi, auzind de retragerea franceză de la Hamburg, s-a îndreptat din nou spre sud. Körner a fost frustrat de faptul că nu a participat la lupte, dar i-a cerut ferm comandantului permisiunea de a-l însoți, iar dorința i-a fost îndeplinită atunci când a fost numit adjutant de Lützow, care îl prețuia foarte mult și dorea să-l aibă în apropierea sa.
Ei au mărșăluit de la Halberstadt prin Eisleben și Buttstädt către Schleiz și au ajuns în cele din urmă la Eichigt, în apropiere de orașul Plauen din Vogtland în câteva zile — nu fără a se întâlni cu inamicul, care era împrăștiat prin aceste districte, dar, de asemenea, nu fără a obține niște rezultate importante. Au fost obținute informații, a fost capturată muniție și au fost luați prizonieri. Ca urmare, Napoleon a luat decizia de a distruge acest corp de voluntari, iar armistițiul din 1813 i-a oferit o oportunitate de a-și pune decizia în practică.
Maiorul von Lützow a primit informații oficiale despre armistițiul încheiat la Plauen pe 4 iunie. Fără a aștepta să întâlnească vreo opoziție, el a ales ruta cea mai scurtă pentru a se reuni cu trupele sale de infanterie, după ce a primit asigurări de la comandanții trupelor inamice că va fi în siguranță și s-a întors, fără întrerupere, înapoi la Kitzen lângă Leipzig; dar aici el s-a găsit înconjurat și amenințat de către o forță superioară. Körner a fost trimis pentru a cere o explicație, dar, în loc de răspuns, generalul francez François Fournier-Sarlovèze l-a lovit cu sabia și a ordonat efectuarea unui atac general asupra celor trei escadroane ale cavaleriei lui Lützow. Mulți voluntari au fost răniți și luați prizonieri, în timp ce alții au fost împrăștiați prin întreaga regiune, dar maiorul von Lützow a fost salvat cu ajutorul unui escadron de ulani, care înainta împreună cu un grup de cazaci. El a ajuns, cu un număr considerabil de militari, pe malul drept al Elbei, unde se aflau deja trupele sale de infanterie și un escadron de cavalerie.
Körner a primit prima lovitură de sabie, fără să fie pregătit să o pareze, pe măsură ce s-a apropiat de comandantul inamic pentru a-și prezenta mesajul, și a fost grav rănit la cap. El a reușit să scape călare în pădurea din apropiere. După ce și-a îngrijit un camarad rănit, el a observat o trupă inamică ce pornise în căutarea lui și a strigat din toate puterile: „Escadronul patru - înainte!” Trucul i-a reușit — inamicul a renunțat la urmărire și el a putut să se retragă și mai mult în pădure. Durerea de cap a devenit foarte severă. În această situație el a compus sonetul „Abschied vom Leben” (Rămas bun de la viață).

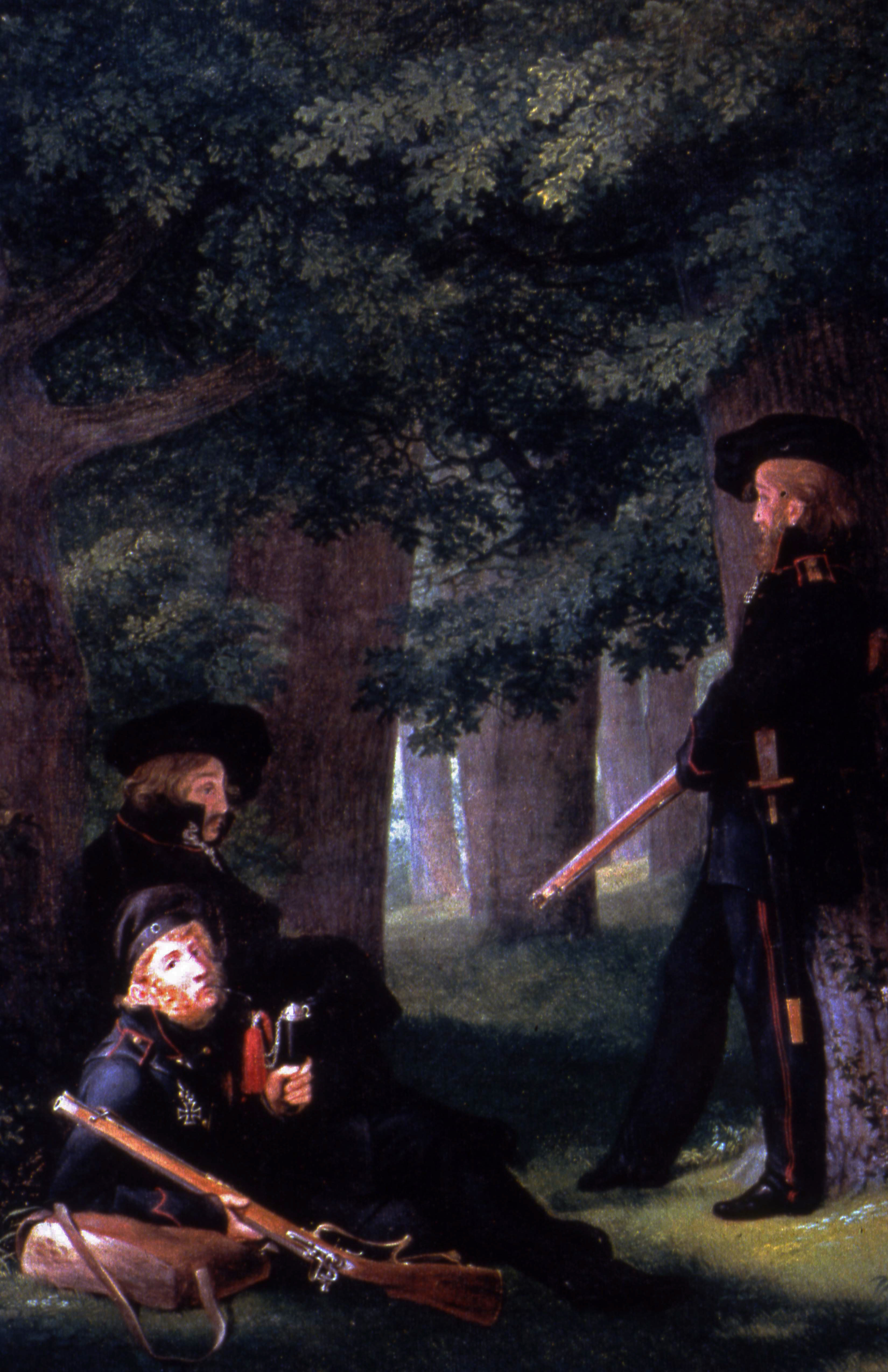
Körner la un avanpost, de Georg Friedrich Kersting (1915)

În timpul nopții a auzit inamicul scotocind pădurea în apropierea sa, dar după aceea a ațipit și a fost salvat dimineața de doi țărani. El a fost transportat în secret la Leipzig, care era atunci sub control francez și unde era interzisă ascunderea oricărui militar din Corpul de Voluntari Lützow, sub amenințarea unor pedepse aspre. Călăuzit la Castelul Gnandstein și ulterior la Carlsbad (Boemia), el a călătorit ulterior la Berlin și, după ce s-a recuperat fizic de pe urma rănii, s-a alăturat Corpului lui Lützow în Mecklenburg.

## Moartea
Ostilitățile s-au reluat pe 17 august 1813; Körner și-a petrecut noaptea de 25 august în conacul Gottesgabe, unde a cântat la pian. În dimineața zilei următoare, a avut loc o luptă în pădurea învecinată Rosenow, de lângă Gadebusch, în care Körner a căzut. El se afla în urmărirea unui grup de inamici, atunci când pușcașii francezi, care găsiseră un loc bun de tragere, au trimis o ploaie de gloanțe asupra urmăritorilor lor. Körner a fost rănit de un glonte în abdomen, ficat și coloana vertebrală și și-a pierdut cunoștința. El a fost transportat în pădurea din apropiere, dar nu a putut fi resuscitat. A fost îngropat sub un stejar din satul Wöbbelin, la aproximativ o milă de Ludwigslust. Pe mormântul său a fost așezată o piatră tombală, înconjurată de un perete din stânci. Körner a murit la vârsta de douăzeci și unu de ani. O selecție din Poetischer Nachlass au fost editate de tatăl său și publicată la Leipzig în 1815.
Potrivit lui J. R. Miller în „Homemaking” (publicat acum sub titlul „The Family”), Körner avut o prietenie foarte strânsă cu sora lui, Emma, și când el a murit, „ea i-a supraviețuit suficient de mult pentru a-i termina portretul lui și a desena cu creionul dragostei o schiță a ultimului său loc de odihnă”. (În fapt, Emma Körner i-a supraviețuit doi ani fratelui ei, murind de febră în Dresda la patru săptămâni, după ce a făcut o vizită la mormântul fratelui ei. A fost înmormântată alături de el în Wöbbelin.) Miller citează un poem scris de „Doamna Hemans” despre devotamentul lor reciproc.

## Scrieri

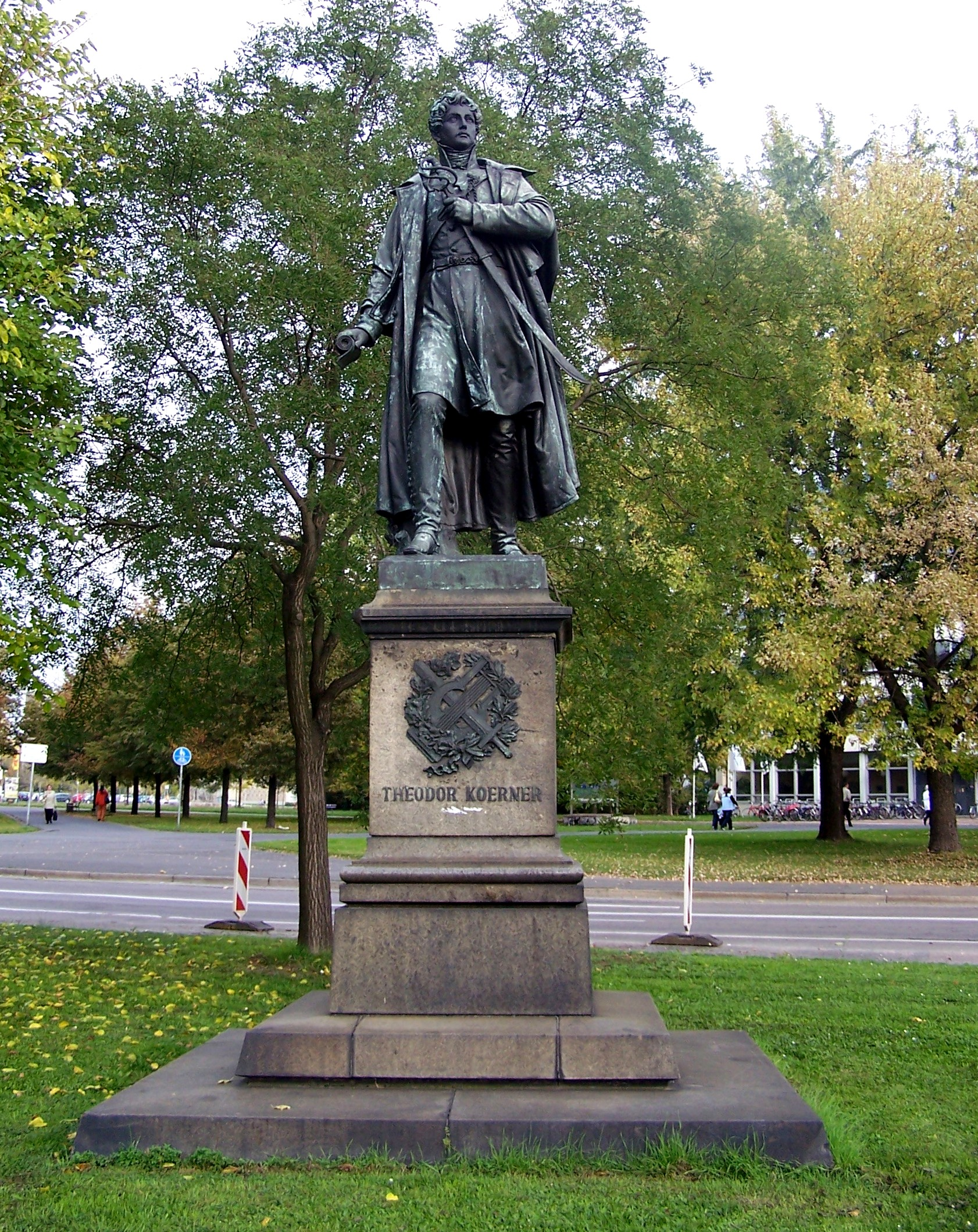
Statuia lui Körner din Dresda (Ernst Julius Hähnel)

Primul său volum de poezii a fost publicat sub titlul Knospen (Muguri, 1810).
Cele mai de succes dintre comediile sale ușurele au fost Die Braut (Mireasa, 1812) și Der grüne Domino (Domino-ul verde, 1812), iar Der Nachtwächter (Străjerul de noapte, 1812) a devenit la fel de celebră precum poezia Cântecul sabiei. Drama Zriny, o tragedie istorică, este cea mai ambițioasă dintre lucrările sale. Multe din poeziile scrise în anii în care a luptat în cadrul Corpului de Voluntari Lützow au fost puse pe muzică de către Carl Maria von Weber.
O selecție a cântecelor sale de luptă a fost pregătită de către tatăl său și publicată sub titlul de Leyer und Schwerdt (după ortografia germană modernă Leier und Schwert, „Liră și spadă”) (Berlin, 1814). Operele sale complete au fost publicate prin grija mamei sale, și editate de Streckfuss (1 vol., Berlin, 1834; 4 vol., 1838).

## Biografie și studii critice
Biografia Life, written by his Father, with his Selections from his Poems, Tales, and Dramas, tradusă din germană de G. F. Richardson, a apărut la Londra în anul 1845. Studii biografice și critice au fost realizate de Bauer (Stuttgart, 1883), Rogge (Wittenberg, 1891), Kregenberg (Dresda, 1892), Jaden, (Dresda, 1896), Peschel și Wildenow (Leipzig, 1898) și Peschel (Dresda, 1901).

## Publicații
- Zelner, Körner als Dramatiker (Stockerau, 1900)
- Strucker, Beiträge zur kritischen Würdigung der dramatischen Dichtungen Körners (fără loc, 1910)